# 갈라타 탑
갈라타 탑(튀르키예어: Galata Kulesi)은 제노바인들이 크리스테아 투리스(라틴어: Christea Turris, 그리스도의 탑)이라고 부르던 터키 이스탄불 갈라타/카라쾨이 지구에 위치한 중세시대의 석제 탑이며, 금각만의 보스포루스 해협 합류점의 북쪽에 있다.
콘스탄티노플에 있던 제노바 식민지 확장시기인 1348년에 크리스테아 투리스 (Christea Turris, 그리스도의 탑)이라는 이름으로 로마네스크 건축 양식의 탑이 세워졌다. 갈라타 탑은 지어진 1348년에는 66.9m로 이스탄불에서 가장 높은 건축물이였다. 후에 아흐멧 2세가 그 높이를 낮추었다.

## 관람시간
오전 9시부터 오후 5시까지이며, 레스토랑과 클럽의 영업시간은 오후 8시부터 자정까지이다.

## 같이 보기
- 로마네스크 건축